# Giovanni a Prato

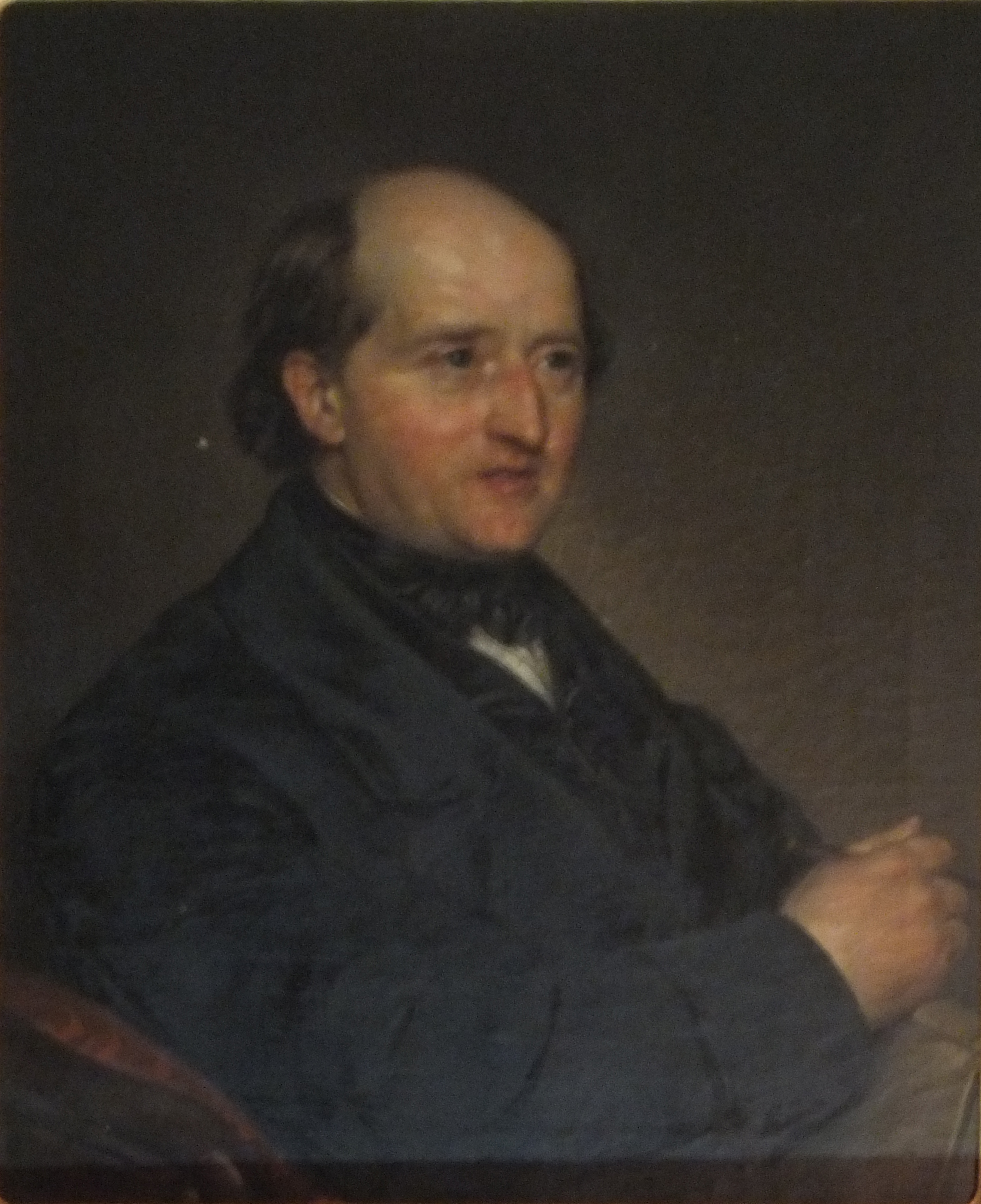
Giovanni a Prato

Giovanni Battista Freiherr a Prato (* 29. Oktober 1812 in Trient; † 13. Juni 1883 ebenda) war ein römisch-katholischer Theologe, Journalist und Politiker im damals zur Habsburgermonarchie gehörenden Trentino. Er setzte sich für die administrative Loslösung des italienischsprachigen Trentino vom Kronland Tirol ein. Der liberale italienische Nationalist war 1848 Mitglied der Frankfurter Nationalversammlung, 1848/49 Abgeordneter zum österreichischen Reichstag und 1873–1874 Mitglied des Abgeordnetenhauses im österreichischen Reichsrat.

## Leben
Prato entstammte einer alten lombardischen Adelsfamilie, die seit dem 16. Jahrhundert die Burgherrn von Segonzano im Cembratal waren. Sein Vater war der Herrschaftsbesitzer Giovanni Battista a Prato. Sein jüngerer Bruder Vittorio Napoleone a Prato (1822–1914) schlug eine Militärkarriere in der k.k. Armee Österreichs ein und wurde später ebenfalls Politiker.
Nach Besuch des Gymnasiums und der Philosophischen Lehranstalt in Trient studierte Giovanni a Prato von 1829 bis 1833 Theologie an den Priesterseminaren in Trient (u. a. bei Antonio Rosmini) und Brixen. 1835 erfolgte die Priesterweihe. Danach setzte er seine Theologiestudien am höheren Priesterbildungsinstitut zum Hl. Augustin (Frintaneum) in Wien fort und wurde 1842 an der Universität Wien zum Dr. theol. promoviert. Er war zunächst Kaplan in Wien, ab 1842 Religionslehrer am Gymnasium und ab 1846 Professor am Konvikt in Rovereto. Ab 1842 war Prato Mitglied und später Sekretär der Accademia Roveretana degli Agiati, 1847 nahm er am IX. Kongress italienischer Wissenschaftler in Venedig teil.
Im Revolutionsjahr 1848 begann Prato als Journalist zu wirken, zunächst beim Bothen von und für Tirol und Vorarlberg. Vom 23. Mai 1848 bis 11. Dezember 1848 war er für den Tiroler Wahlkreis von Rovereto Mitglied der Frankfurter Nationalversammlung, wo er sich der demokratisch-linken Fraktion Deutscher Hof anschloss. Er beantragte im Parlament die Entlassung der italienischsprachigen, „Welschtiroler“ Kreisbezirke Trient und Rovereto aus dem Verband des Deutschen Bundes. Von Oktober 1848 bis zu dessen Auflösung im März 1849 war er auch Mitglied des Reichstags des Kaisertums Österreich, wo er ebenfalls die Bürger von Rovereto vertrat. Während des Wiener Oktoberaufstandes gehörte er dem permanenten Ausschuss zur Wahrung der Ruhe und Sicherheit der Stadt Wien an. Danach tagte der Reichstag in der mährischen Stadt Kremsier und Prato war Mitglied im Verfassungsausschuss.
Im Zuge der Auflösung des Parlaments durch Kaiser Franz Joseph I. und der Niederschlagung der Revolution wurde er im März 1849 sieben Tage inhaftiert. Wegen seiner öffentlichen Befürwortung der Abtrennung des italienischsprachigen Südteils von Tirol wurde ein Untersuchungsverfahren wegen Hochverrats gegen ihn geführt. Er wurde 1849 seines Lehramtes enthoben, danach unterrichtete er als Hauslehrer die Kinder des Barons Valentino Salvadori in Trient. 1850 gründete er die Zeitung Il Giornale del Trentino, die 14 Monate erschien, bis sie unter dem beginnenden Neoabsolutismus eingestellt werden musste.
Nach dem Ende der neoabsolutistischen Ära in Österreich gehörte von Prato 1865 bis 1867 dem Gemeinderat von Trient an. Er gründete 1868 die Zeitung Il Trentino, bei der er bis 1869 als Chefredakteur tätig war. 1873 gründete er Il nuovo Giornale del Trentino, das er aber bald nach seiner Wahl zum Reichsratsabgeordneten wieder aufgab. Ab 1876 schrieb er erneut für Il Trentino. Er veröffentlichte zahlreiche politische, historische und pädagogische Artikel. Politisch trat er für die Italianisierung des Trentino und die Abtrennung der Bezirke Trient und Rovereto von Tirol ein. 
Von 1870 bis 1875 war er Abgeordneter der Stadt Trient im Tiroler Landtag. 1872 gründete er mit anderen die Società nazionale liberale. Als Vertreter des 4. städtischen Wahlkreises von Tirol (Trient, Cles, Cavalese, Pergine u. a.) wurde er 1873 ins Abgeordnetenhaus des österreichischen Reichsrats gewählt, wo er im liberalen „Klub der Linken“ saß. Den liberalen kirchenpolitischen Gesetzen stimmte er zunächst zu, widerrief seine Zustimmung aber, um die Suspendierung als Priester zu verhindern, und trat schließlich im Juli 1874 als Abgeordneter zurück.